# Минский метрополитен
Ми́нский метрополите́н (бел. Мінскі метрапалітэн) — система рельсового скоростного внеуличного электрического пассажирского транспорта в Минске.
На момент открытия в 1984 году стал девятым в СССР после Московского, Ленинградского, Киевского, Тбилисского, Бакинского, Харьковского, Ташкентского и Ереванского метрополитенов и единственным в БССР (позже — Беларуси). По пассажиропотоку является самым востребованным видом общественного транспорта города, перевозя около 250 миллионов пассажиров ежегодно. Эксплуатант — КТУП «Минский метрополитен».
В 2002 году в Минском метрополитене была самая высокая средняя скорость движения среди всех метрополитенов на постсоветском пространстве — 41,4 км/ч.

## История
После окончания Великой Отечественной войны Минск стал быстрорастущим промышленным центром, и к концу 1960-х годов транспортно-дорожная сеть перестала справляться с растущими на неё нагрузками. За 1960-е годы население города быстро росло, увеличившись с 500 до 900 тысяч жителей. Примерно в эти же годы началась и автомобилизация населения, легковые автомобили, увеличившиеся парки автобусов и троллейбусов стали перегружать минские улицы.
К началу 1970-х годов главные городские магистрали такие как Ленинский проспект, проспект Дзержинского, Логойский тракт и МКАД стали исчерпывать свою пропускную способность. Городские власти, пытаясь решить нарастающую транспортную проблему, приняли решение создать «дублёр» Ленинского проспекта, функцию которого стали выполнять улицы Немига и Горького (ныне — Максима Богдановича). Рассматривались 3 варианта развития транспортной системы: автобус-экспресс, скоростной трамвай и метрополитен.
Считалось, что в СССР метро строили в городах с населением не менее миллиона человек, однако это было лишь негласным правилом (например, рижский метрополитен планировалось строить в 800-тысячном городе) и первая новость о проектах строительства метро появилась в минских газетах в апреле 1968 года. Тем не менее уже в 1972-м году родился миллионный житель, благодаря чему белорусская столица могла начать претендовать на строительство метрополитена.
Первые проекты для строительства метрополитена в Минске появились в 1971 году. План строительства 8-станционной линии был одобрен Советом министров СССР 4 февраля 1977 года. Известно, что первые планы значительно отличались от того, что было впоследствии реализовано на практике. Линия метро из западных спальных районов должна была через станцию «Октябрьская» уходить в Серебрянку. Автозаводская линия с перспективой продления до Чижовки пересекалась с Московской на станции метро «Площадь Якуба Коласа». В центральной части города метрополитен предполагался глубокого заложения, а на окраинах планировались даже открытые участки и участки на эстакадах. 16 июня 1977 года была заложена первая свая в основание будущей станции «Парк Челюскинцев». Строительство первой линии метрополитена от станции «Институт Культуры» до станции «Волгоградская» (впоследствии — «Московская») длилось с 1977 по 1984 год.
Открытие метро состоялось 29 июня 1984 года, в канун 40-й годовщины освобождения Минска от немецких захватчиков в годы Великой Отечественной войны, за 6 дней до открытия первой очереди свою работу начало электродепо. В день открытия проезд был бесплатным, но уже на следующий день надо было опустить в монетоприёмник 5 копеек. За первый год работы метрополитен подвёз 80 миллионов человек. Изначально первая линия не имела названия, но в последнее время было принято решение назвать её Московской по одноимённой конечной станции (дальнейшую информацию см. в разделе про линии).
В 2014 году, в связи с 30-летним юбилеем предприятия, Минский метрополитен стал лауреатом Международной транспортной премии «Золотая колесница» в номинации «Лучшее предприятие общественного пассажирского транспорта».

## Общие сведения

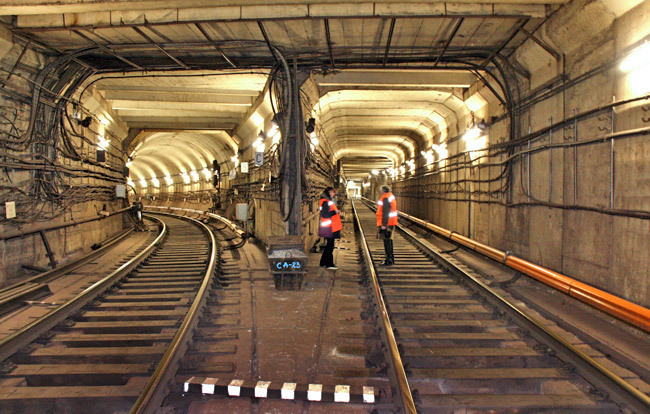
Камера съездов в Минском метро. Справа — перегонный тоннель Автозаводской линии, слева — ССВ на Московскую линию

Минское метро состоит из трёх линий общей протяжённостью 44,89 км, 36 станций, из них 15 станций расположены на 1-й (Московской) линии, 14 на 2-й (Автозаводской) линии и 7 на 3-й (Зеленолужской) линии метро, и трёх электродепо. Подвижной состав включает в себя более 360 вагонов. Эксплуатацию метро осуществляет КТУП «Минский метрополитен». Строительные работы ведутся КУП «Дирекция по строительству Минского метрополитена», проектирование — ОАО «Минскметропроект». Строительство 1 км линии метро обходится примерно в 80 млн долларов США.

Инсталляция на станции «Грушевка»

Все линии и станции Минского метро подземные, мелкого заложения (самая глубокая станция — «Юбилейная площадь» — на глубине 20 м). Все станции, кроме «Вокзальной», имеют подземные вестибюли, вход в которые в большинстве случаев совмещён с подуличными пешеходными переходами. Четыре станции — «Купаловская», «Октябрьская», «Площадь Ленина» и «Аэродромная» имеют входы, встроенные в здания. На «Площади Ленина» по длинному подземному переходу можно выйти в здание железнодорожного вокзала и к железнодорожным платформам.
Из-за небольшой глубины залегания спуск на большинство станций осуществляется при помощи лестничных маршей. Эскалаторы установлены только на 11 станциях (по одному из вестибюлей восьми станций и оба вестибюля станции «Октябрьская»), всего — 31 машина. Три эскалатора, установленные на ст. «Молодёжная», не эксплуатировались до осени 2011 года. Большинство эскалаторов однопролётные, трёхниточные, на станции «Октябрьская» в 2008 году в ходе реконструкции был установлен четырёхниточный эскалатор.
На станции «Первомайская», а также на всех станциях, введённых в эксплуатацию после 2001 года, имеются лифты.
В минском метро действует линейный принцип движения поездов с тремя пересадочными станциями.
В оформлении станций используются различные темы. Так, в основу художественно-эстетического оформления станции «Грушевка» положена тема природы, интерьер выполнен в золотисто-зелёной палитре, символом станции стала гигантская инсталляция груши.
В 2023 году в метрополитене надписи, выполненные с использованием букв белорусского латинского алфавита, заменили на русские варианты.

### График работы
Минское метро открыто для пассажиров с 5:30 до 0:40, первый поезд с конечных станций отправляется в 5:32 (со ст. «Могилёвская» — в 5:33), последний — в 0:42. Интервал движения в час пик составляет 1.5—2,5 минуты на Московской и Автозаводской линиях, на Зеленолужской — 5 минут. В другое время интервал увеличивается до 4—5,5 минут на Московской и Автозаводской линиях, на Зеленолужской линии — 7-10 минут. Максимальный интервал составляет после 23:00 на Московской и Автозаводской линиях 11-15 минут, на Зеленолужской линии - 12-17 минут. Расписание движения поездов после 23:00 доступно пассажирам — на каждой станции в вестибюле и в торцах пассажирских платформ размещена соответствующая информация, причём время прибытия рассчитано именно для этой станции с учётом длины перегонов.

### Общественная безопасность

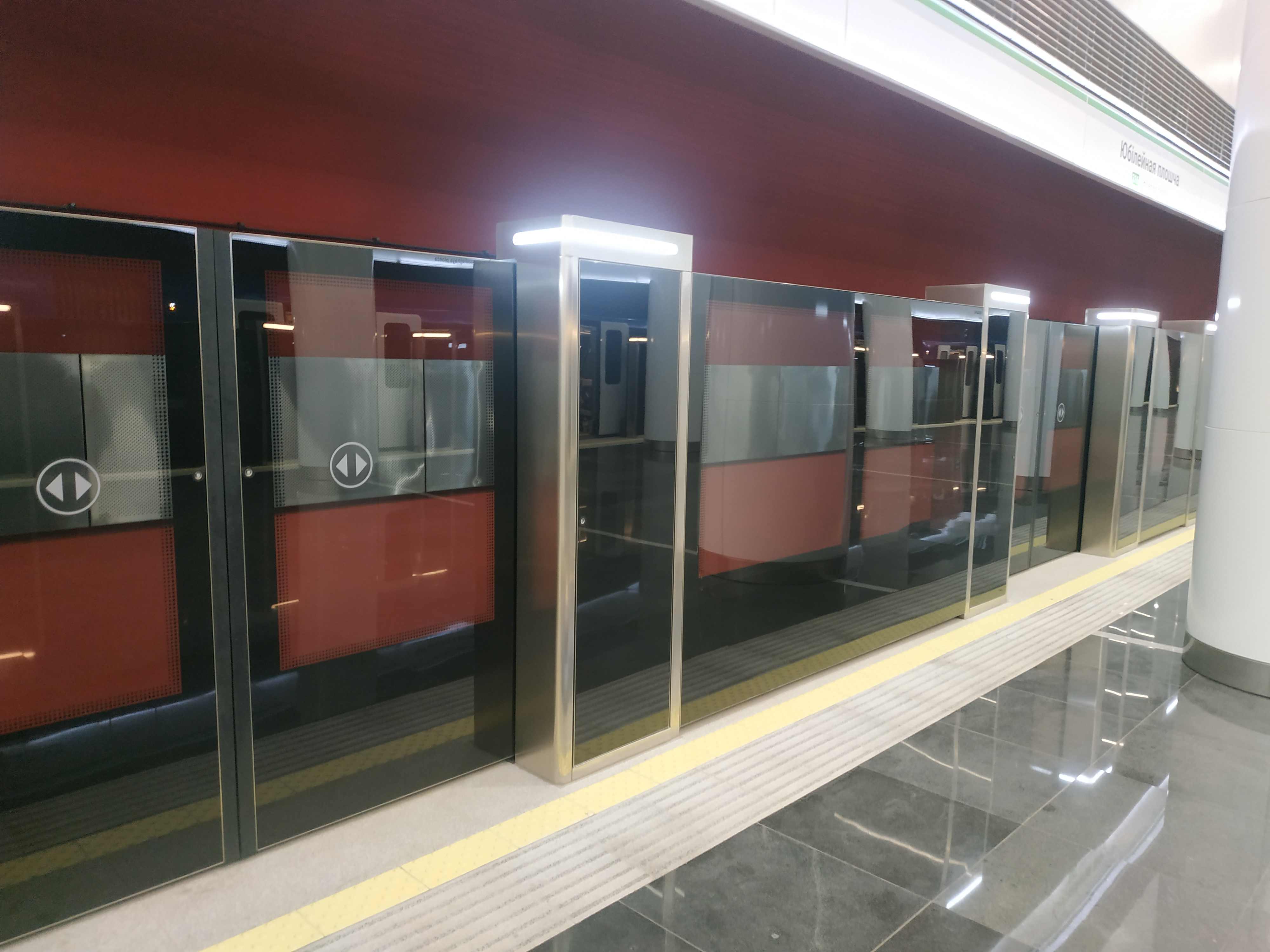
Платформа станции «Юбилейная площадь» с установленными автоматическими платформенными воротами и уложенным тактильным покрытием

После теракта в Минском метро была организована система досмотра пассажиров сотрудниками милиции.
Затем, в октябре 2013 года, была создана своя собственная служба безопасности Минского метро, осуществляющая охранную деятельность, сотрудники которой вправе производить личный досмотр, досмотр вещей и документов пассажиров на территории метро.
По состоянию на 1 января 2014 года в минской подземке установлено 996 видеокамер, а также введена в эксплуатацию система видеонаблюдения в вагонах семи составов. Подготовлены и находятся на стадии согласования технические требования к созданию ситуационного центра видеонаблюдения.
На январь 2015 года на 14 станциях метро действовали 24 зоны досмотра пассажиров, их багажа и крупногабаритной ручной клади. Каждая зона была оснащена арочным многозонным металлодетектором, рентгенографическим сканером, а при необходимости применялись портативные газоанализаторы и локализаторы взрыва типа «Фонтан». Все зоны интегрированы в систему видеонаблюдения.
Для предотвращения падения пассажиров на пути на всех станциях Зеленолужской линии установлены автоматические платформенные ворота, а также для безопасности и помощи ориентации в пространстве пассажирам с нарушением зрения на всех станциях Зеленолужской линии и части станций (в основном новых) Московской линии («Восток», «Площадь Победы», «Грушевка», «Михалово», «Петровщина», «Малиновка») уложено тактильное покрытие.

### Оплата проезда

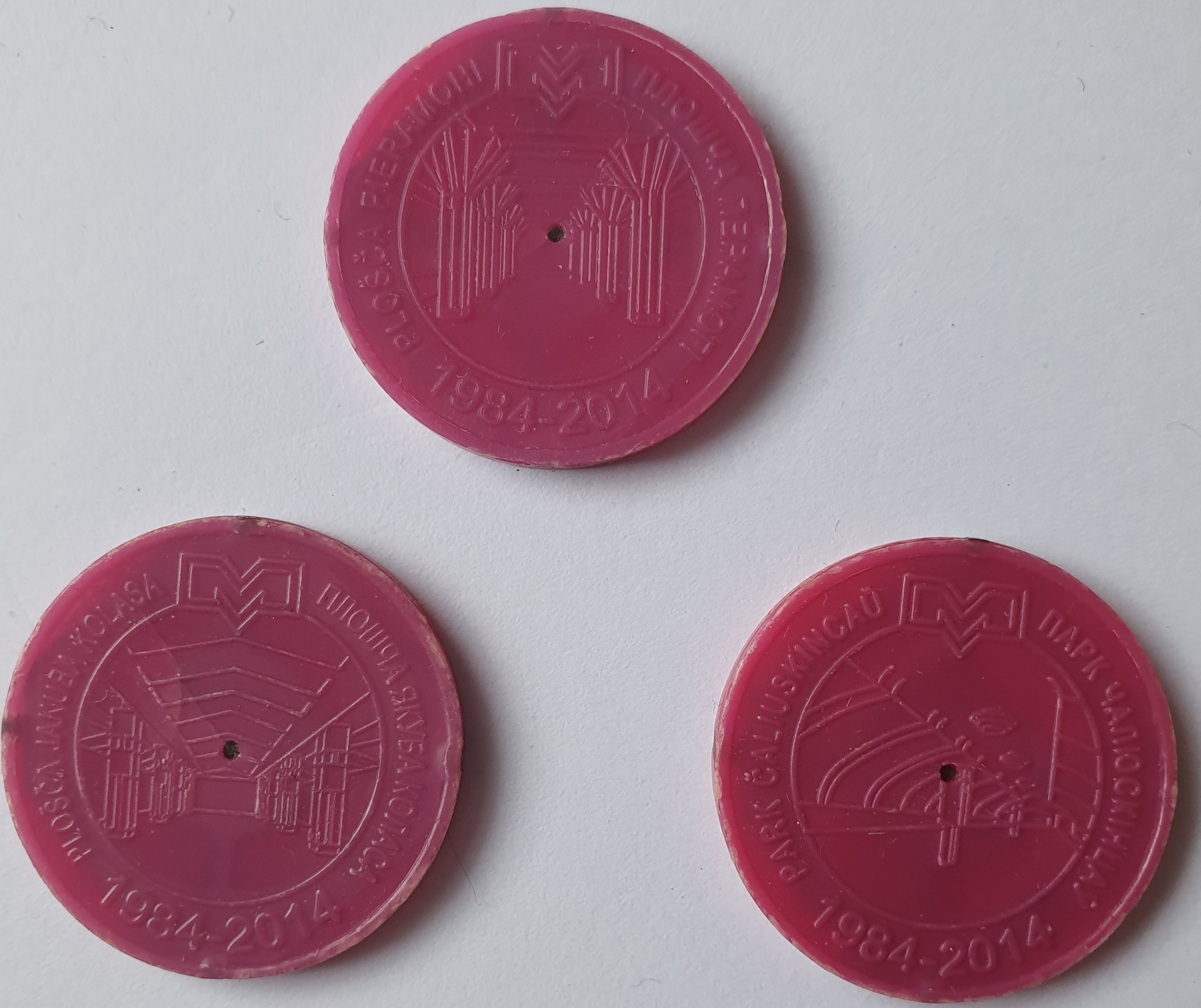
Жетоны Минского метро

С 10 апреля 2025 года действуют следующие тарифы на проезд в Минском метрополитене:
- Жетон на 1 поездку — 1 руб.;
- Проездной билет на месяц и 30 суток — 45 руб.;
- Проездной билет на 15 суток — 23,76 руб.;
- Проездной билет на 10 суток — 15,84 руб.

Можно также приобрести проездной билет на определённое число поездок (10, 20, 30, 40, 50 или 60) на основе радиокарты. Билеты на 10 и 20 поездок действуют 30 суток со дня покупки; на 30, 40 и 50 поездок — 60 суток; на 60 поездок — 80 суток; на 100 поездок — 80 суток.
В качестве средств оплаты проезда используются (в скобках данные за 2014 год):
- Жетоны (99,8 млн, 31,4 %);
- Проездной билет на радиокарте Минского метро (968,2 тыс., 23,8 %);
- Проездной билет на бесконтактной смарт-карте (БСК) государственного предприятия Минсктранс (3,83 млн, 38,5 %);
- SMS-билет (149 тыс., 0,1 %, отменён в 2017 году);
- Бесконтактная банковская карта[24];
- Система «Оплати».

Радиокарты КУП «Минский метрополитен» имеют залоговую стоимость 1 руб., БСК ГП «Минсктранс» — 1,20 руб. После окончания срока действия радиокарты могут быть обменены в кассах. Срок действия БСК не ограничен, такие карточки могут быть пополнены в специализированных киосках филиала «Агентство Минсктранс» и кассах метро. При пересадке на другую линию проезд дополнительно не оплачивается.
При стоимости проезда 90 коп. себестоимость его составляет 2,12 руб. (по состоянию на конец 2024 года).
Проезд в Минском метро является одним из самых дешёвых среди всех метрополитенов постсоветских стран; дешевле проезд только в Баку, Ереване, Киеве и Днепре.

### Мобильная связь
На всех станциях минского метрополитена работает сотовая связь GSM/3G операторов «А1», «МТС», «life:)». Во всех тоннелях с июня 2019 года работает сотовая связь 3G/4G операторов «А1» и «МТС». Поскольку оператор «life:)» отказался от участия в развёртывании связи, его абонентам доступен лишь интернет, предоставляемый посредством 4G (которая построена инфраструктурным оператором «beCloud» и используется всеми операторами сотовой связи).

## Пассажиропоток

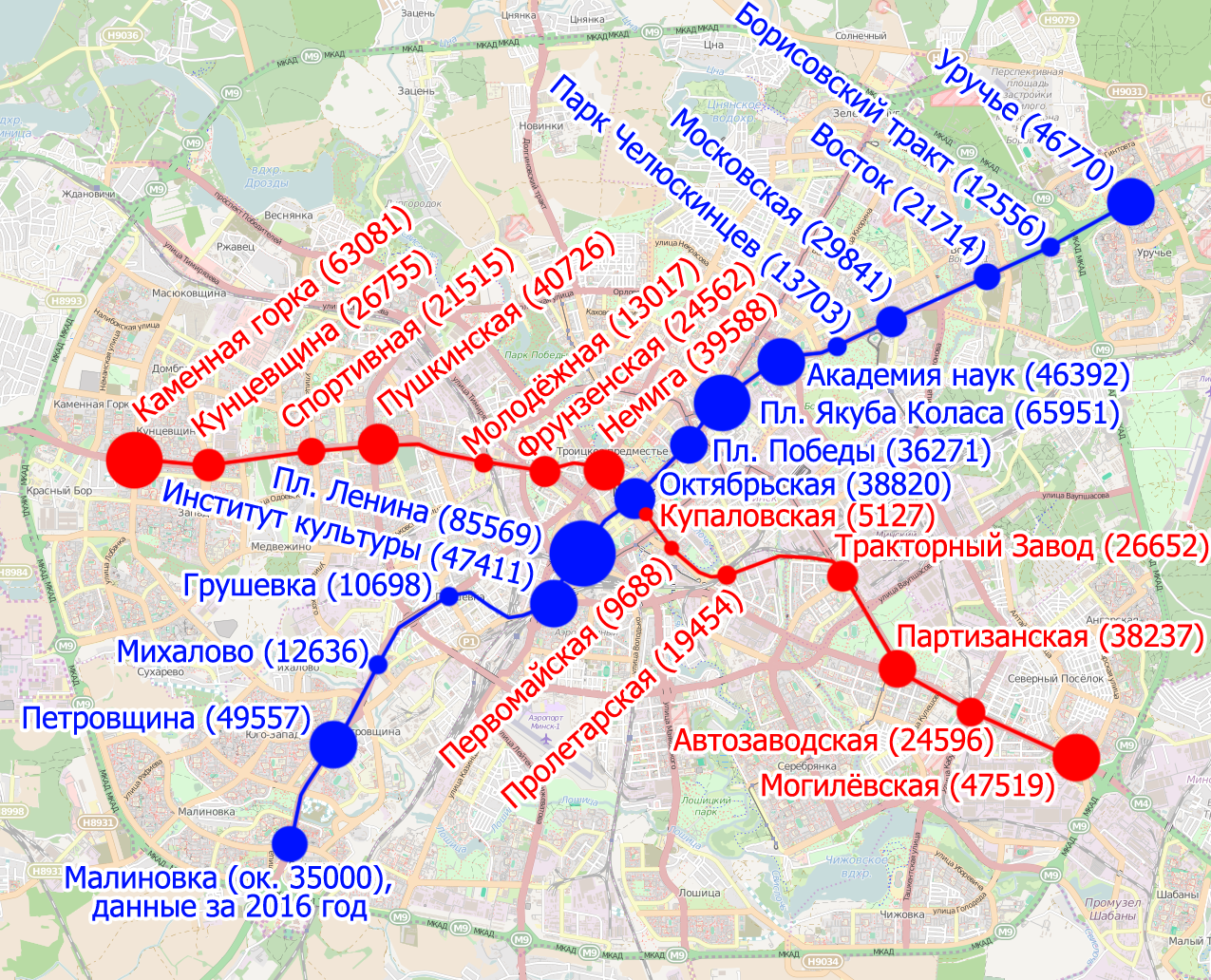
Ежедневная загруженность станций метрополитена на вход и выход по исследованию 2013 года. Переход пассажиров между линиями не учитывался

По пассажиропотоку (219,29 млн за 2020 год) Минский метрополитен занимает 5-е место в СНГ, 16-е место в Европе и 43-е место в мире.
Доля метрополитена в перевозке пассажиров по Минску составляет 33,8 % (по состоянию на 2020 год), тем самым занимая второе место по этому показателю после автобуса. В 2014 году метрополитен впервые опередил автобус по пассажиропотоку, став самым востребованным видом городского пассажирского транспорта, однако утратил этот статус в 2017 году. Ежедневно метрополитеном пользуются более 800 тыс. пассажиров (2023 г.). Самые загруженные станции — «Площадь Ленина» (1,51 млн в месяц), «Площадь Якуба Коласа» (1,47 млн.), «Площадь Победы» (1,41 млн.), «Восток» (1,33 млн.) и «Институт культуры» (1,29 млн.).
| Перевезено пассажиров за год, млн.                                                                                             |
| График не отображается по техническим причинам. Чтобы исправить это, воспроизведите график в новом формате, если это возможно. |

Ежесуточная загруженность некоторых станций Минского метрополитена, тыс. чел.
|                      | 2013 | 2015 | 2016 | 2018 | 2019 | 2020 | 2021 |
| -------------------- | ---- | ---- | ---- | ---- | ---- | ---- | ---- |
| Площадь Ленина       | 85,6 | 65,7 | 61,0 | 54,8 | 54,2 | 52   | 44   |
| Каменная Горка       | 63,1 | 62,5 | 59,6 | 58,1 | 61,4 | 41   | 66   |
| Площадь Якуба Коласа | 65,9 | 54,1 | 50,1 | 46,6 | 47,1 | 50,7 | 58,1 |
| Уручье               | 46,8 | 48,8 | 47,7 | 47,3 | 48,5 | 39,5 | 60,4 |
| Академия наук        | 46,4 | 41,9 | 40,4 |      |      | 38,8 | 28   |
| Петровщина           | 49,6 |      |      |      |      | 36,7 |      |
| Могилёвская          | 47,5 |      |      | 38,9 | 40,8 | 35,4 | 31   |
| Институт культуры    | 47,4 |      |      |      |      | 44,7 |      |
| Пушкинская           | 40,7 |      |      |      |      | 37,2 | 44   |
| Немига               | 39,6 |      |      | 37,3 | 39,2 | 42,9 | 27,5 |
| Октябрьская          | 38,8 |      |      |      |      | 42,3 |      |
| Партизанская         | 38,2 |      |      |      |      | 30   |      |
| Площадь Победы       | 36,3 |      |      |      |      | 48,6 |      |
| Малиновка            |      |      | 34,6 |      |      | 35   | 30   |
| Московская           | 29,8 |      |      |      |      | 34   | 39   |
| Кунцевщина           | 26,8 |      |      |      |      | 34,6 | 37   |
| Тракторный завод     | 26,7 |      |      |      |      | 36,9 |      |
| Фрунзенская          | 24,6 |      |      |      |      | 43,5 |      |
| Автозаводская        | 24,6 |      |      |      |      | 20,8 |      |
| Восток               | 21,7 |      |      |      |      | 69   |      |
| Спортивная           | 21,5 |      |      |      |      | 31,6 |      |
| Пролетарская         | 19,5 |      |      |      |      | 32,1 |      |
| Парк Челюскинцев     | 13,7 |      |      | 14,4 | 14,8 | 40   |      |
| Молодёжная           | 13,0 |      |      | 14,3 | 15,1 | 33   |      |
| Борисовский тракт    | 12,6 |      |      |      |      | 27,5 | 33   |
| Михалово             | 12,6 |      |      |      |      | 30,9 | 44   |
| Грушевка             | 10,7 |      |      | 14,5 | 17,0 | 36,6 | 51   |
| Первомайская         | 9,7  |      | 8,5  | 8,8  | 9,3  |      |      |
| Купаловская          | 5,1  |      | 5,9  | 5,3  | 5,2  | 41   |      |

## Линии метрополитена
Всем линиям даны названия и порядковые номера. Дополнительным устоявшимся обозначением линий служат их цвета, традиционно используемые на схемах.
| №                   | Название      | Год открытия | Год открытия последней станции | Длина, км | Число станций | Среднее расстояние между станциями, км | Средняя глубина станций, м | Время проезда по линии, мин |
| ------------------- | ------------- | ------------ | ------------------------------ | --------- | ------------- | -------------------------------------- | -------------------------- | --------------------------- |
|                     | Московская    | 1984         | 2014                           | 19,1      | 15            | 1,36                                   | −9                         | 28                          |
| Автозаводская линия | Автозаводская | 1990         | 2005                           | 18,1      | 14            | 1,39                                   | −9                         | 27                          |
|                     | Зеленолужская | 2020         | 2024                           | 7,6       | 7             | 1,27                                   | −12                        | 12,5                        |
| Всего:              | Всего:        | Всего:       | Всего:                         | 44,8      | 36            | 1,36                                   | −10                        |                             |

### Московская линия (1-я)

Анимированная карта Минского метрополитена

Первая линия Минского метрополитена была открыта 30 июня 1984 года в составе восьми станций. После этого линия ещё четырежды продлевалась, на сегодняшний день она протянулась на 19,1 км (от тупиков ст. «Малиновка» до тупиков ст. «Уручье») и включает в себя 15 станций: «Малиновка», «Петровщина», «Михалово», «Грушевка», «Институт культуры», «Площадь Ленина», «Октябрьская», «Площадь Победы», «Площадь Якуба Коласа», «Академия наук», «Парк Челюскинцев», «Московская», «Восток», «Борисовский тракт», «Уручье». Московская линия почти целиком проходит под проспектом Независимости и проспектом Дзержинского, и пересекает Минск с северо-востока на юго-запад. По данным за 2017 год, на 1-ю линию приходится 57,7 % общего пассажиропотока (164 млн пассажиров).

### Автозаводская линия (2-я)
Вторая линия Минского метрополитена была открыта 31 декабря 1990 года в составе пяти станций. После этого линия ещё четырежды продлевалась. На сегодняшний день она протянулась на 18,1 км и включает в себя 14 станций: «Могилёвская», «Автозаводская», «Партизанская», «Тракторный завод», «Пролетарская», «Первомайская», «Купаловская», «Немига», «Фрунзенская», «Молодёжная», «Пушкинская», «Спортивная», «Кунцевщина», «Каменная горка». Автозаводская линия пересекает Минск с юго-востока на запад. По данным за 2017 год, на 2-ю линию приходится 42,3 % общего пассажиропотока (120,2 млн пассажиров).

### Зеленолужская линия (3-я)
Строительство 3-й линии планировалось ещё в первых проектах развития метрополитена, но началось только в 2014 году. 3-я линия протяжённостью 17,2 км с 14 станциями свяжет микрорайон Зелёный Луг через центр города с микрорайоном Курасовщина. Первую очередь 3-й линии метрополитена планировалось открыть 3 июля 2020 года, но 23 июня было объявлено, что открытие линии перенесено на неизвестный срок. Технический запуск первой очереди состоялся в конце июля 2020 года, открытие состоялось 6 ноября 2020 года (для пассажиров линия открылась 7 ноября 2020 года). Этот участок включает в себя 4 станции: «Ковальская Слобода», «Вокзальная», «Площадь Франтишка Богушевича», «Юбилейная площадь», 2 из них пересадочные.
В 2018 году начаты работы по продлению линии в направлении станции «Слуцкий гостинец». При этом ещё в 2011 году планировалось, что первый участок в составе семи станций будет открыт к 2017 году. 30 декабря 2024 года открылась 2-я очередь станций метро Зеленолужской линии. Это станции «Аэродромная», «Неморшанский сад» и «Слуцкий гостинец».
Возведение всей линии планируется завершить в 2028—2029 годах. На всех станциях Зеленолужской линии установлены автоматические платформенные ворота. Это первый опыт на постсоветском пространстве, не считая станций «Зенит» и «Беговая» Петербургского метрополитена, где платформенные раздвижные двери являются частью стеклянной стены, полностью отделяющей пути от платформ.

## Подвижной состав
| Число пассажирских вагонов, шт.                                                                                                |
| График не отображается по техническим причинам. Чтобы исправить это, воспроизведите график в новом формате, если это возможно. |

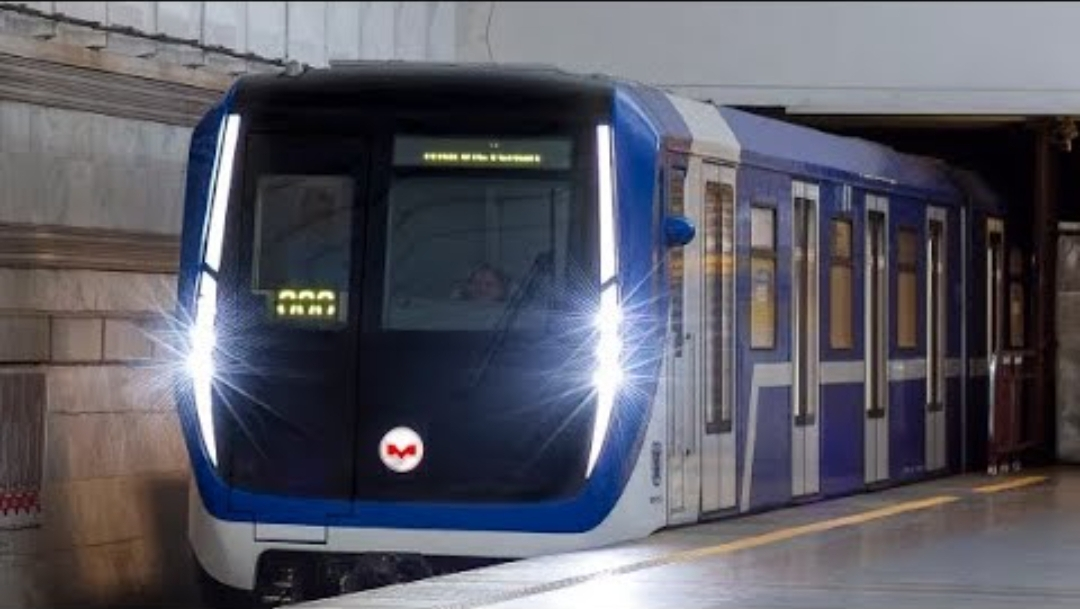
Электропоезд 81-765.7/766.7 «Минск-2024» на обкатке

Минское метро использует ту же ширину колеи, что и обычные железные дороги в Беларуси — 1520 мм. Для подачи тока используется контактный рельс; напряжение на нём составляет в среднем 750 В (на шинах подстанций — 825 В).
Пассажирский подвижной состав включает 70 составов типа 81-717/714 нескольких модификаций (341 вагон, 140 головных и 201 промежуточный) производства ОАО «Метровагонмаш» и ЗАО «Вагонмаш», 10 составов типа Stadler M110/M111 (6 четырёхвагонных и 4 пятивагонных), а также 7 составов типа 81-765.7/766.7 «Минск-2024». Среди них:
- 68 вагонов модификации 81-717/714 1983—1986 годов выпуска (28 головных и 25 промежуточных), с 2007 года проводится их капитальный ремонт в депо «Могилёвское» , к началу 2010 года отремонтировано 26 вагонов. В 2020 году 6 головных и 9 промежуточных вагонов были списаны из-за нехватки мест в депо «Могилёвское». Сейчас их эксплуатация проводится только на Автозаводской линии.
- 117 вагонов модификации 81-717.5/714.5 1989—1993 годов выпуска (55 головных и 62 промежуточных),
- 141 вагон модификации 81-717.5М/714.5М 1997—2014 годов выпуска (49 головных и 92 промежуточных, 1 промежуточный был списан после теракта),
- 21 вагон (4 головных и 17 промежуточных) модификации 81-540Б/541Б 2007 и 2009 года выпуска,
- 44 вагона Stadler М110/М111 2019—2020 годов выпуска (20 головных и 24 промежуточных).
- 28 вагонов (14 головных и 14 промежуточных) модификации 81-765.7/766.7 «Минск-2024».

Линии метро обслуживаются тремя депо — ТЧ-1 «Московское», ТЧ-2 «Могилёвское» и ТЧ-3 «Слуцкое». К ТЧ-1 «Московское» приписано 34 четырёх- и пятивагонных составов типов 81-717/714, к ТЧ-2 «Могилёвское» — 40 81-717/714 , 6 Stadler M110/M111 (6 четырёхвагонных и 4 пятивагонных) и 7 81-765.7/766.7. В утренний час пик на обеих линиях работает по 30 пар поездов.
По данным за 2005 год, средняя техническая скорость поездов составила 50,5 км/ч (самая большая среди метрополитенов стран СНГ), средняя эксплуатационная — 40,8 км/ч (2-е место в СНГ).
В рамках обновления подвижного состава в 2014 году руководство планировало приобрести состав, произведённый на Гомельском вагоностроительном заводе из комплектующих Крюковского вагоностроительного завода для составов Киевского метро (81-7021/7022 и 81-7036/7037) с некоторыми модификациями, однако проект не был реализован.
Летом 2014 года было объявлено о появлении к 2016 году в опытной эксплуатации состава производства Stadler Rail. В феврале 2016 года директор «Штадлер Минск», управляющей заводом компании в Фаниполе, опроверг наличие официальных договорённостей по этому вопросу. В январе 2017 года Минский метрополитен подписал договор с компанией «Штадлер Минск» о поставке 10 новых составов в период с 2018 по 2020 год. Контракт включал в себя 6 четырёхвагонных и 4 пятивагонных состава. Первые 3 четырёхвагонных состава поступили в электродепо «Могилёвское» в ноябре 2019 года, а вскоре — ещё 3 состава. В январе 2020 года на Автозаводской линии началась обкатка новых составов. С 4 февраля 2020 года начата эксплуатация первого поезда с пассажирами на Автозаводской линии в четырёхвагонном исполнении. По состоянию на середину 2020 года в эксплуатации находится не менее пяти составов из шести четырёхвагонных, а также построен 1 пятивагонный.
В 2023 году появилась нужда в новых вагонах под продление Зеленолужской линии, но в связи с санкциями производить и закупать вагоны Stadler M110/M111 стало невозможно, поэтому был заключен контракт с ОАО «Метровагонмаш» на закупку составов новой модификации 81-765.7/766.7, созданной специально для Минска. Всего в 2024 году было закуплено 28 вагонов (семь четырёхвагонных составов) данной модели. В 2025 году ожидается поставка ещё четырех составов, но уже в пятивагонном исполнении.
Также в депо «Московское» имеется 3 служебных мотовоза — 2 серии ДМс и 1 АГМу. Также до июня 2004 эксплуатировался вагон типа "Д" под номером № 2229.
| Серия             | Тип                         | Внешний вид | Годы постройки | Год начала эксплуатации | Обслуж. линии       | Кол-во вагонов | Сидячих мест в вагоне | Комментарий |
| ----------------- | --------------------------- | ----------- | -------------- | ----------------------- | ------------------- | -------------- | --------------------- | --- |
| 81-717/714        | 81-717/714                  |             | 1976—1988      | 1984                    | Автозаводская линия | 28 Мг 25 Мп    | 42/48 либо 40/44      | Вагоны 81-717 — головные, 714 — промежуточные. Неофициальное прозвище — «номерные» (так как они не получили буквенного обозначения). Модификации .5 и .5М отличаются более современным электрооборудованием. |
| 81-717/714        | 81-717.5/714.5              |             | 1989—1993      | 1989                    | Автозаводская линия | 46 Мг 58 Мп    | 42/48 либо 40/44      | Вагоны 81-717 — головные, 714 — промежуточные. Неофициальное прозвище — «номерные» (так как они не получили буквенного обозначения). Модификации .5 и .5М отличаются более современным электрооборудованием. |
| 81-717/714        | 81-717.5М/714.5М            |             | 1995—2014      | 1995                    | Автозаводская линия | 55 Мг 102 Мп   | 42/48 либо 40/44      | Вагоны 81-717 — головные, 714 — промежуточные. Неофициальное прозвище — «номерные» (так как они не получили буквенного обозначения). Модификации .5 и .5М отличаются более современным электрооборудованием. |
| 81-540/541        | 81-540Б/541Б                |             | 2001, 2009     | 2009                    | Автозаводская линия | 10 Мг 23 Мп    | 42/48 либо 40/44      | Вагоны 81-540Б — головные, 541Б — промежуточные. Вагоны являются аналогами модели 81-541, производимые для города Минска                                                                                     |
| Stadler M110/M111 | Stadler M110/M111           |             | 2019—2020      | 2020                    | Автозаводская линия | 20 Мг 24 Мп    | 40/44                 | Вагоны модели M110 — моторные головные, M111 — моторные промежуточные. |
| 81-765/766        | 81-765.7/766.7 «Минск-2024» |             | c 2024         | 2024                    |                     | 14 Мг 14 Мп    | 33, 4 пс / 36, 8 пс   | Вагоны модели 81-765 — моторные головные, 81-766 — моторные промежуточные. |

## Перспективы

Перспективная схема линий Минского метрополитена:
▬▬▬ — действующие линии
▬ — строящиеся линии
•••••••••••• — проектируемые линии
— станции метро

### Продление линий
Ещё до открытия в 2024 году второго участка Зеленолужской линии, строительство было продолжено в северо-восточном направлении до площади Бангалор. Ведутся подготовительные работы по строительству станций «Профсоюзная», «Переспа», «Комаровская» и «Парк дружбы народов». Завершится строительство линии станциями «Ивана Мележа», «Кольцова», «Зелёный Луг».
Пересадочные узлы оснащены пассажирскими конвейерами (траволаторами) белорусского производства. В соответствии с действующими нормами, для лиц с ограниченными возможностями установлены вертикальные подъёмники (лифты), которыми могут воспользоваться все пассажиры.
В перспективы развития Минского метрополитена также входит продление Московской и Автозаводской линий. Так, Московская линия пополнится станциями «Щомыслица» (за «Малиновкой») и «Смоленская» (проспект Независимости, район Дворца лёгкой атлетики и спортивно-стрелкового комплекса). На Автозаводской линии появятся станции «Красный Бор» (пересечение улиц Притыцкого и Каменногорской) и «Шабаны» (пересечение Партизанского проспекта и улицы Селицкого). Продлить 2-ю линию до станции «Шабаны» планируется после 2043 года.

### Кольцевая линия
Четвёртая линия Минского метро протянется на 25,4 км и будет состоять из 17 станций. Изначально планировалось, что линия будет проходить от площади Бангалор под ул. Сурганова через пересадочную станцию «Академия наук», далее под ул. Ботанической, ул. Уральской, пересечётся на станции «Тракторный завод» со 2-й линией и пройдёт через микрорайон Серебрянка до микрорайона Чижовка. В перспективе линия сомкнётся в кольцо. В 2015 году принято решение, что линия станет кольцевой, а в Чижовку она не пойдёт. Начало строительства запланировано на 2026 год.

### Подвижной состав
Закуплены поезда 81-765/766 в четырёхвагонном исполнении (все вагоны моторные) для электродепо ТЧ-3 «Слуцкое», которое обслуживает Зеленолужскую линию. А также  будут закуплены в пятивагонном исполнении.

## Происшествия
- С 17 по 21 августа 1995 года метрополитен не работал из-за проходившей в те дни забастовки машинистов, поводом для которой послужило нарушение руководством метрополитена коллективного договора и тарифного соглашения. Бастующие, пользуясь поддержкой Свободного профсоюза Белорусского (СПБ), требовали отставки руководства, своевременной выплаты зарплат и полного выполнения договора. Власти отреагировали на забастовку массовыми арестами наиболее активных её участников и использованием труда штрейкбрехеров (машинистов-железнодорожников из локомотивных депо Орша и Барановичи, а также российских инструкторов из Москвы и Петербурга). За участие в забастовке было уволено 58 человек, а деятельность СПБ была приостановлена[73][74][75][76][77][78][79].
- Трагедия на «Немиге» — массовая давка в подземном переходе Минска возле станции метро «Немига», которая произошла 30 мая 1999 года. Жертвами стали 53 человека.
- 24 июля 2009 года из-за сильного ливня произошло наводнение в Минске, от которого пострадало и метро. Станции «Восток» и «Парк Челюскинцев» были закрыты, поезда следовали без остановок, но в течение часа нормальная работа метро была восстановлена[80][81].
- 11 апреля 2011 года произошёл первый в истории минского метро террористический акт[82]. В результате погибло 15 и пострадало 203 человека. В связи с этим были изменены планы по съёмкам российского блокбастера «Метро», которые осуществили в Самарском метрополитене[4].
- 26 февраля 2014 года в 14:37 по неизвестной причине начала производиться эвакуация пассажиров со всех станций. Как стало известно позже, такое решение было принято, чтобы проверить информацию, полученную от жительницы Минска о том, что её внимание привлекло необычное СМС-сообщение одного из пассажиров, в котором он сообщал о намерении привести в действие имеющееся у него взрывное устройство. Подозреваемый был задержан органами государственной безопасности. Им оказался 35-летний уроженец Караганды (Казахстан), проживающий в Минской области[83][84].

## Рекорды
- Самая глубокая станция — «Юбилейная площадь» (20 м).
- Наиболее загруженная станция — «Площадь Ленина» (61 тыс. человек в сутки в 2016 году)[85].
- Наименее загруженная станция — «Купаловская» (5,9 тыс. человек в сутки в 2016 году)[85] (речь идет о собственном входе на станцию, основная масса пассажиров проходит через общий вестибюль с «Октябрьской»)
- Самый длинный перегон — «Пролетарская» — «Тракторный завод» (2193 м).
- Самый короткий перегон — «Купаловская» — «Немига» (800 м).

## Автоинформатор
Объявления на белорусском языке озвучены дикторами Владимиром Баклейчевым, Владимиром Трепенком и Александром Крапиневичем.
С марта по 31 декабря 2014 года в автоинформатор были добавлены объявления на английском языке, звучащие после объявления на белорусском языке (из-за наплыва иностранцев в связи с чемпионатом мира по хоккею с шайбой 2014). С февраля 2017 года и по сегодняшний день объявления автоинформатора вновь дублируются на английском языке.

## Здания Минского метрополитена
- Здание Управления Минского метрополитена находится по адресу: г. Минск, Проспект Независимости, 6 (в Московском районе, на площади Независимости, рядом со станцией «Площадь Ленина».
- Инженерный корпус находится по адресу: г. Минск, ул. Воронянского, 48 (рядом со станцией «Ковальская Слобода»)

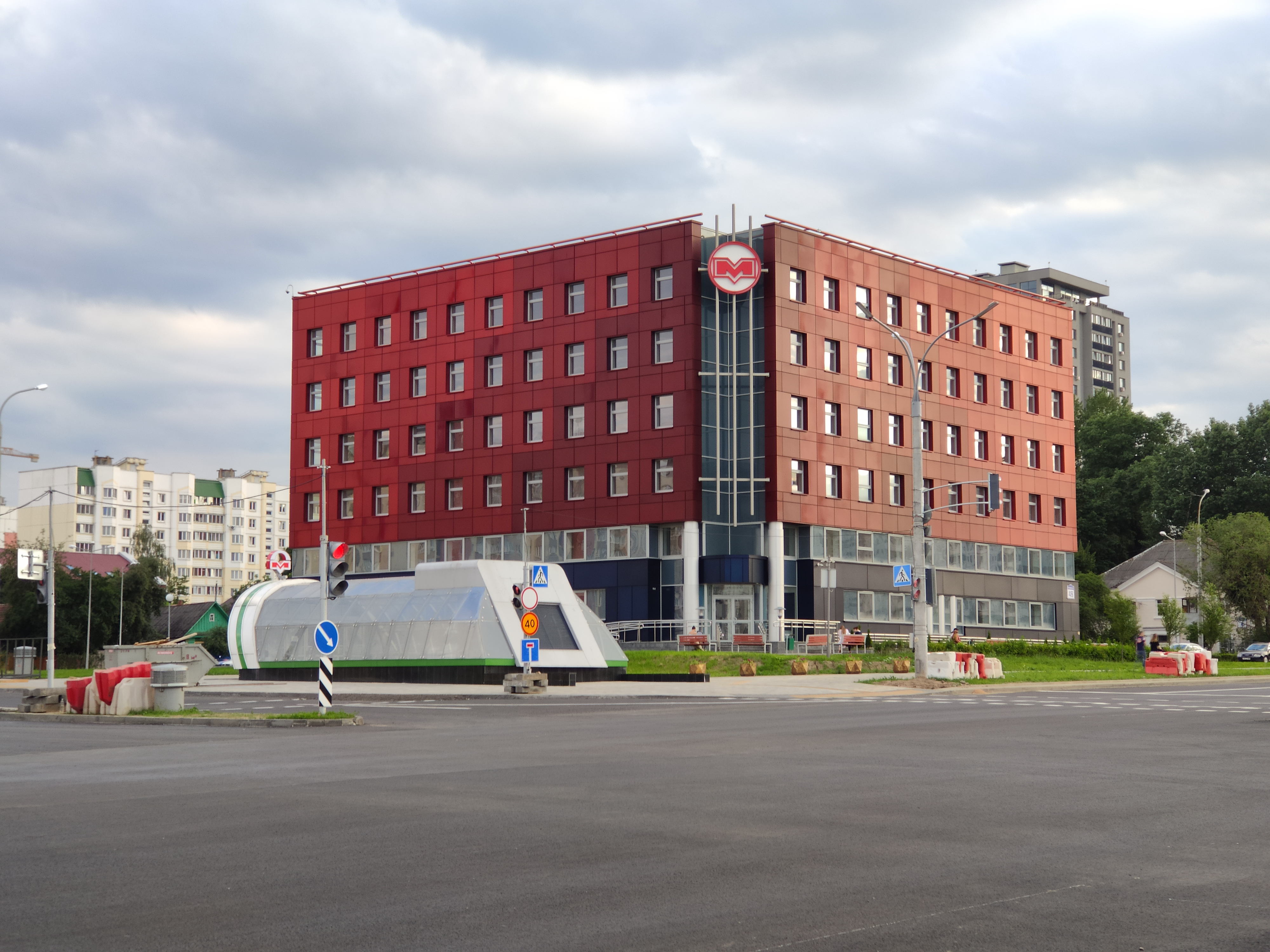
Инженерный корпус

## В культуре

### Музыка
В 2021 году хип-хоп артист Kubaverde выпустил песню «Наступная станцыя», в которой он расcказывает о своём путешествии по Автозаводской и Московской линиям.

### Видеоигры
В Минском метрополитене разворачиваются действия некоторых видеоигр.
- В игре для мобильных устройств Minsk Subway Simulator воссозданы Московская, Автозаводская и первая очередь Зеленолужской линии[88]. Релиз игры состоялся 24 сентября 2021 года компанией «ZRK Team». Позже для игры вышло обновление, добавляющее Зеленолужскую линию и электропоезд Stadler M110/M111.
- В дополнении (моде) «Metrostroi Subway Simulator»[89] к игре «Garry’s Mod» в Steam воссоздана первая очередь Московской линии по состоянию на запуск 29 июня 1984 года с действующим на ней основным средством сигнализации АЛС-АРС[90] в режиме 1/5 — восприятия поездом одного показания частоты АЛС из пяти возможных[91]. Линия функционирует в виде аддона в Steam Workshop и разработана «игроками-энтузиастами» из России и Беларуси[92][93]. Дополнение отличается от других компьютерных симуляторов поездов высокой реалистичностью[94].